# راجيف كومار
راجيف كومار (2 ديسمبر 1976 في الهند - ) هو لاعب كريكت هندي. لعب مع Jharkhand cricket team ‏ وBihar cricket team ‏.

## وصلات خارجية
- راجيف كومار على موقع إي آس بي آن كريك إنفو (الإنجليزية)